# Барласи
Барласите (на узбекски: Barlos) са средновековен народ в Централна Азия, едни от предшествениците на съвременните узбеки.
Първоначално барласите са монголски род, клон на рода Борджигин. След създаването на Монголската империя барласи съставят значителна част от армията на Чагатай, която завладява Трансоксиана. Те са сред основните монголски групи в Чагатайското ханство, където се тюрцизират, приемайки чагатайския език и исляма. Барлас е владетелят Тимур, който изгражда обширна империя в Централна Азия и Близкия изток, и те играят важна роля при управлението на Тимуридите. От барласки произход е и династията на Моголите в Индия. През следващите столетия барласите участват във формирането на узбекския етнос, като до XX век се споменават като обособена етнографска група, говореща собствен диалект на узбекския.